# Liebfraumilch

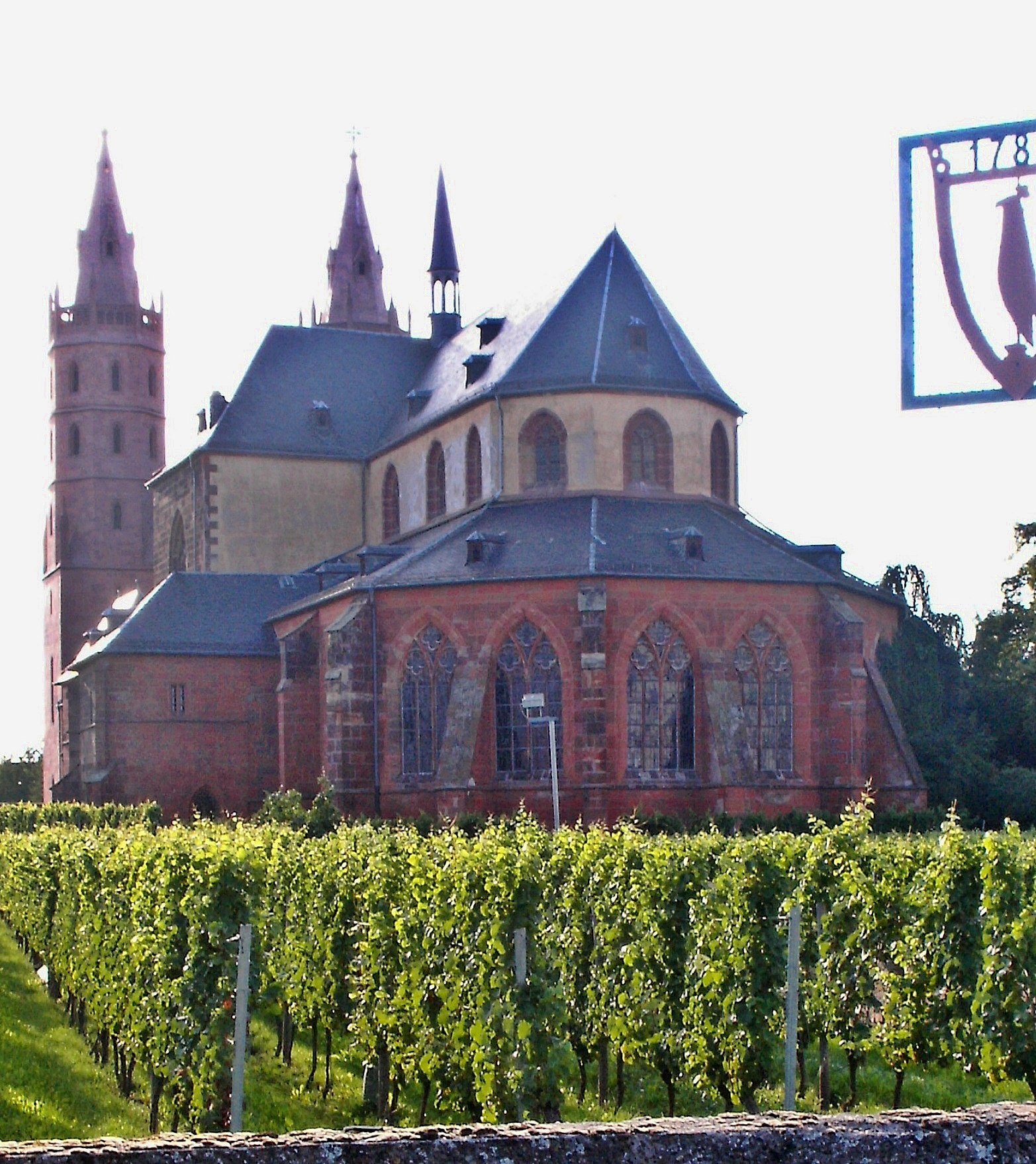
De wijngaard naast de Liebfrauenkirche.

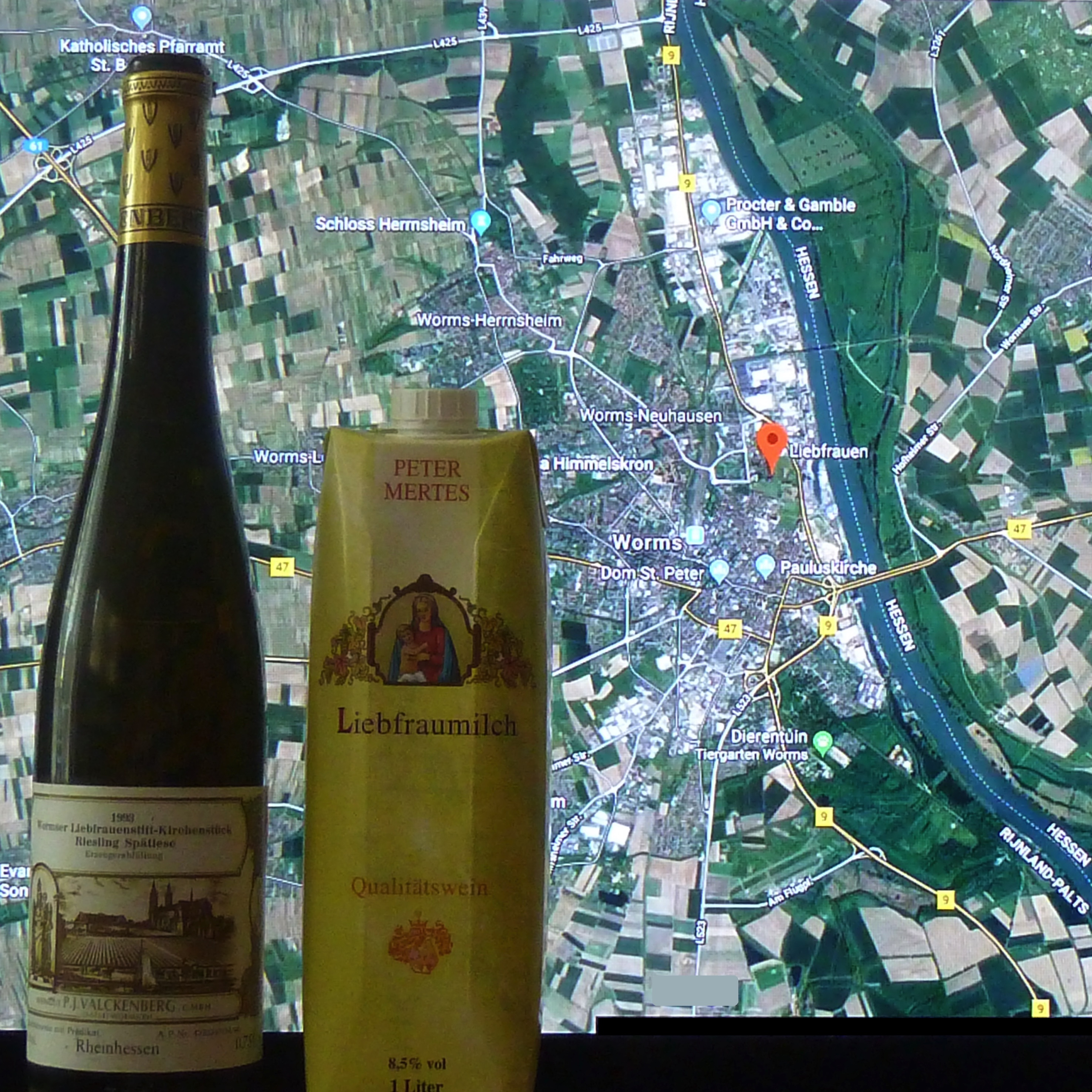
Een fles Liebfraumilch van het wijngoed en een supermarktwijn.

Liebfraumilch of Liebfrauenmilch is wijn die oorspronkelijk van de wijngaard rondom de Liebfrauenkirche in Worms, de wijnstreek Rheinhessen komt. Voor het eerst werd hier melding van gemaakt in 1744. Destijds mocht de naam Liebfraumilch alleen gebruikt worden voor wijn waarvan de druiven uit het gebied komen: “Zover als de toren van de Liebfrauenkirche zijn schaduw kon werpen”. Deze echte Liebfraumilch komt van de wijngaard “Liebfrauenstift-Kirchenstück”.
Liebfraumilch geldt als een merknaam voor zoetige witte wijn zonder pretentie. Goedkope bulkwijnen voor grootverpakking en supermarkten. Die wijn kan uit elk willekeurig Duits wijnbouwgebied komen.
In de Verenigde Staten en het Verenigd Koninkrijk is deze wijn vooral populair als basis voor een vruchtenbowl.